# Macromia macula
Macromia macula är en trollsländeart som beskrevs av Zhou et al. 1994. Macromia macula ingår i släktet Macromia och familjen skimmertrollsländor. IUCN kategoriserar arten globalt som otillräckligt studerad. Inga underarter finns listade i Catalogue of Life.